# Carmen Morales (actriz argentina)
Carmen Morales (Buenos Aires; 10 de octubre de 1939 - Buenos Aires, 13 de agosto de 2021) fue una actriz cómica argentina de cine, teatro y televisión. Fue esposa de Gerardo Sofovich.

## Carrera
Vivía en la calle Pilcomayo del barrio Piñeyro en Avellaneda, en la carnicería de Don Santin.
Morales se inició de muy joven como modelo, para muy pronto trabajar en TV en el programa de Pepe Biondi. Luego fue contratada por el famoso empresario, actor y director Gerardo Sofovich, para trabajar en Operación Ja-Já. Su relación con Sofovich le permitió lucir sus dotes como actriz en decenas de películas y series televisivas durante la década de 1980. Se destacó junto a brillantes figuras como Jorge Porcel, Alberto Olmedo, Fidel Pintos, Tristán, Luisa Albinoni, María Rosa Fugazot, Susana Traverso, Rolo Puente, entre otros.
Su nombre artístico se prestaba a confusiones con el de la actriz y cantante Carmen del Moral, quien hizo cierta parte de su carrera en España.

## Vida privada
Morales se casó el 24 de diciembre de 1963 con el director de television Juan Carlos García Acha, amigo de Sofovich. Durante la luna de miel en Brasil, Morales y su marido sufrieron un grave accidente automovilístico, García Acha falleció y Morales se salvó milagrosamente. 
Durante su larga convalecencia, Morales y Sofovich inician un apasionado romance que duró más de treinta años, separándose en 1995. En 1968 tuvieron a su único hijo Gustavo Sofovich, quien a su vez le dio una nieta, Tatiana, y un nieto, Ignacio.
En mayo de 1984 sufrió un violento robo en su casa que casi le costó la vida.
Tras alejarse del medio artístico, se dedicó por un tiempo a la venta de anteojos y lentes de sol en un local ubicado en el centro de Miami.
En los últimos tiempos se encontraba internada en una clínica por encontrarse afectada por el Mal de Alzheimer, enfermedad que afectó a su madre por veintidós años hasta que falleció.
Carmen Morales falleció en la ciudad de Buenos Aires el 13 de agosto de 2021. Tenía 81 años.

## Filmografía
- 1961: Los que verán a Dios
- 1962: Dr. Cándido Pérez, Sras.
- 1968: Villa Cariño está que arde
- 1973: Los caballeros de la cama redonda
- 1986: Camarero nocturno en Mar del Plata
- 1987: Me sobra un marido[5]

## Televisión
- 1960: Los de al lado
- 1961/1971: Viendo a Biondi
- 1966/1971: Domingos de mi ciudad
- 1966: Mis queridos parientes, emitido por Canal 11.
- 1967: Operación Ja-Já
- 1968/1971: Sábados de la bondad
- 1969: Domingos de teatro cómico, en el episodio Doña Prudencia Tormenta, esposa, madre y sargenta.
- 1969/1972: El botón.
- 1970: El ojal.
- 1973: El B. P. Show.
- 1974: La pensión de Minguito con Juan Carlos Altavista, Javier Portales, Adolfo García Grau, Alberto Irízar y Luis Tasca.
- 1980: Porcel para todos.
- 1981: Fiesta de aniversario de Canal 9.
- 1982: La peluquería de don Mateo, donde descolló por décadas con su personaje “Alelí”
- 1997: La peluquería del nieto de Don Mateo Telefe "Alelí", la manicura.[6]